# Aeroport de Frankfurt-Hahn
L'Aeroport de Frankfurt–Hahn (codi IATA: HHN, codi OACI: EDFH) és un aeroport situat a Hahn, a l'estat de Renània-Palatinat d'Alemanya. És a la mateixa distància de Frankfurt que de Luxemburg, a uns 120 quilòmetres per carretera. Les ciutats grans més pròximes són Coblença (a 70 km) i Magúncia (a 90 km). Només hi operen vols comercials aerolínies de baix cost, principalment Ryanair i Wizz Air, que el 2019 hi van transportar 1,4 milions de passatgers. També hi destaquen els vols de mercaderies, amb 156.000 tones transportades el 2019.
L'aeroport és propietat en un 82,5% del conglomerat xinès HNA Group, una de les empreses del Fortune Global 500, i la resta és de l'estat de Hessen. Té dues terminals de passatgers i una de mercaderies, i una pista de 3.800 metres que permet operacions amb alguns dels avions més grossos del món, com l'Antónov An-124 o el Boeing Dreamlifter.
L'aeroport de Hahn va ser inicialment una base aèria dels Estats Units operativa durant la Guerra Freda, fins que el 1993 les instal·lacions foren retornades a les autoritats alemanyes i es reconvertí la base en un aeroport civil. El 2001 Ryanair començà a volar a l'aeroport, que li servia de segona base per als vols europeus. A petició de l'aerolínia, es canvià el nom de l'aeroport, de Hahn a Frankfurt–Hahn. Lufthansa emprengué accions legals contra Ryanair perquè creia que l'ús del topònim Frankfurt era publicitat enganyosa. El nom es mantingué, però Ryanair fou obligada a especificar en la seva publicitat que l'aeroport és a 120 quilòmetres de Frankfurt del Main.

## Aerolínies i destinacions
L'estiu del 2022, l'aeroport oferia les següents destinacions:
| Ciutat                | Nom de l'aeroport                       | Aerolínies |
| --------------------- | --------------------------------------- | ---------- |
| Bòsnia i Hercegovina  |                                         |            |
| Tuzla                 | Aeroport Internacional de Tuzla         | Wizz Air   |
| Croàcia               |                                         |            |
| Zadar                 | Aeroport de Zadar                       | Ryanair    |
| Irlanda               |                                         |            |
| Dublín                | Aeroport de Dublín                      | Ryanair    |
| Kerry                 | Aeroport de Kerry                       | Ryanair    |
| Espanya               |                                         |            |
| Eivissa               | Aeroport d'Eivissa                      | Ryanair    |
| Girona                | Aeroport de Girona-Costa Brava          | Ryanair    |
| Palma                 | Aeroport de Palma-Son Santjoan          | Ryanair    |
| Sant Jaume de Galícia | Aeroport de Santiago-Rosalía de Castro  | Ryanair    |
| Grècia                |                                         |            |
| Khanià                | Aeroport Internacional de Khanià        | Ryanair    |
| Tessalònica           | Aeroport de Tessalònica                 | Ryanair    |
| Itàlia                |                                         |            |
| Bari                  | Aeroport de Bari Karol Wojtyła          | Ryanair    |
| Càller                | Aeroport de Càller-Elmas                | Ryanair    |
| Roma                  | Aeroport de Roma-Ciampino               | Ryanair    |
| Trapani               | Aeroport de Trapani-Birgi               | Ryanair    |
| Venècia               | Aeroport de Treviso                     | Ryanair    |
| Lituània              |                                         |            |
| Vílnius               | Aeroport Internacional de Vílnius       | Ryanair    |
| Macau                 |                                         |            |
| Skopje                | Aeroport Internacional de Skopje        | Wizz Air   |
| Marroc                |                                         |            |
| Fes                   | Aeroport de Fes–Saïss                   | Ryanair    |
| Nador                 | Aeroport Internacional de Nador         | Ryanair    |
| Portugal              |                                         |            |
| Porto                 | Aeroport de Porto-Francisco Sá Carneiro | Ryanair    |
| Romania               |                                         |            |
| Sibiu                 | Aeroport Internacional de Sibiu         | Wizz Air   |
| Timișoara             | Aeroport Internacional de Timișoara     | Wizz Air   |
| Regne Unit            |                                         |            |
| Londres               | Aeroport de Londres-Stansted            | Ryanair    |